# Júnior (Fußballspieler, 1954)
Júnior (* 29. Juni 1954 in João Pessoa; bürgerlich Leovegildo Lins da Gama Júnior) ist ein ehemaliger brasilianischer Fußballspieler und -trainer.

## Leben
Júnior spielte 1974 bis 1984 sowie 1989 bis 1993 für Flamengo Rio de Janeiro. Er gewann vier brasilianische Meisterschaften, die letzte davon 1992, und die Copa Libertadores. 1981 gewann er mit Flamengo zudem den Weltpokal durch ein 3:0 gegen den FC Liverpool. 1984 bis 1987 spielte er für Torino Calcio, 1987 bis 1989 für Pescara Calcio. Júnior ist mit 857 gespielten Partien für Flamengo derzeitiger Rekordhalter. 1992 wurde er mit dem Bola de Ouro geehrt, der jährlichen Auszeichnung für den besten Spieler Brasiliens.
In der brasilianischen Nationalmannschaft spielte er insgesamt 70-mal und nahm mit der Seleção an den Weltmeisterschaften 1982 und 1986 teil. Bei der Weltmeisterschaft 1982 in Spanien war er Teil des sogenannten „Dream Teams“ um Zico und Sócrates, das bis heute neben der Seleção von 1970 als die beste brasilianische Mannschaft aller Zeiten gilt. Angesichts der „Fantastischen Vier“ im Mittelfeld, die aus Zico, Sócrates, Falcão und Toninho Cerezo gebildet wurden, spielte der sehr vielseitige und kreative Júnior als linker Verteidiger. Dabei war er allerdings kein reiner Verteidiger, sondern wirkte am Spielaufbau mit. Beim souveränen 3:1-Zwischenrundensieg gegen den amtierenden Weltmeister Argentinien schoss er ein Tor. Trotzdem schied das „Dream Team“ aus, da es im zweiten Spiel der Zwischenrunde gegen Italien mit 2:3 verlor. Die Niederlage sorgte in Brasilien für heftige Kontroversen und in der Folge letztlich für eine Abkehr vom kreativen Offensivfußball; obwohl ein Unentschieden bereits gereicht hätte, spielte die Mannschaft beim Stand von 2:2 bedingungslos weiter auf Sieg und verlor. Bei der Weltmeisterschaft 1986 in Mexiko spielte Júnior dann als dynamischer Spielgestalter neben Sócrates im Mittelfeld. Erneut verfehlte man jedoch den Titel durch eine Niederlage in einem Klassiker der WM-Geschichte; diesmal schied Brasilien im Viertelfinale gegen das von Michel Platini angeführte Frankreich im Elfmeterschießen aus.
Nach seinem Rücktritt vom aktiven Fußball arbeitete er als Trainer und TV-Kommentator. Júnior spielte auch eine Zeitlang Beachsoccer und wurde 1995, 1997, 1999 und 2000 bei den WM-Turnieren Weltmeister und mehrmals Torschützenkönig (1997, 1999 und 2000) und jedes Mal zum besten Spieler des Turniers gewählt. Zudem versuchte er sich mehrmals als Sänger; kurz vor der WM 1982 nahm er ein „Voa Canarinho“ betiteltes Lied auf, was sich 800.000-mal verkaufte.
Von Pelé wurde er in die Liste mit den 125 besten noch lebenden Fußballspielern aufgenommen (FIFA 100).

## Erfolge
Flamengo
- Staatsmeisterschaft von Rio de Janeiro: 1974, 1978, 1979, 1981, 1991
- Taça Guanabara: 1978, 1979, 1980, 1981, 1982
- Taça Rio: 1978, 1991
- Campeonato Brasileiro de Futebol: 1980, 1982, 1983, 1992
- Copa Libertadores: 1981
- Weltpokal: 1981
- Copa do Brasil: 1990
- Staatspokal von Rio de Janeiro: 1991

Turin
- Mitropapokal: 1991

Beachsoccer Nationalmannschaft
- Copa América: 1994, 1995, 1996, 1997, 1998, 1999
- Beachsoccer-Weltmeisterschaft: 1995, 1996, 1997, 1998, 1999, 2000